# 水夏希
水 夏希（みず なつき、1972年8月16日 - ）は、日本の女優。元宝塚歌劇団雪組トップスター。
千葉県千葉市出身、千葉市立登戸小学校、千葉大学教育学部附属中学校、千葉県立千葉女子高等学校卒。
血液型A型、公称身長169cm。愛称は「ミズ」「ちか」「ナツキ」。

## 略歴
1991年、2度目の受験に合格し、宝塚音楽学校に入学。同期生には大鳥れい（元花組トップ娘役）、越乃リュウ（元月組組長）、未来優希（元雪組副組長）などがいる。
1993年、79期生として宝塚歌劇団に入団。入団時の成績は40人中3番。月組公演『グランドホテル』／『BROADWAY BOYS:』で初舞台後、1994年1月7日に月組に配属。
1995年、 入団2年目で『ME AND MY GIRL』で新人公演初主役に抜擢される。
1998年、花組に組替え。
1999年、『ロミオとジュリエット'99』でバウホール初主演を果たす。
2000年、ベルリン公演参加後に、宙組に組替え。
2001年、『ベルサイユのばら2001』では、オスカルとアンドレを彩輝直と役替わりで出演する。
2002年、『鳳凰伝』で初の二番手役、バラクを演じる。
2003年、宝塚大劇場公演『白昼の稲妻』にて初の悪役、ランブルーズ侯爵を演じる。
2004年、宝塚90周年記念企画により、雪組公演『スサノオ-創国の魁-』、花組公演『La Esperanza-いつか叶う-』へ特別出演。
2005年4月、雪組に組替え。
2006年1月、宝塚大劇場星組公演『ベルサイユのばら -フェルゼンとマリーアントワネット編-』にオスカル役で特別出演。1998年の5組化以降、全組への出演を果たす。
2006年2月、『ベルサイユのばら-オスカル編-』でアラン役、アンドレ役の二役を役替わりで演じる。
2006年7月、全国ツアー公演『ベルサイユのばら-オスカル編-』オスカル役で、全国ツアー初主演。
2006年12月26日付けで、雪組トップスターに就任。相手役には白羽ゆりを迎える。月組出身者のトップスターは1997年就任の轟悠以来、9年ぶりだった（水の後任である音月桂は生粋の雪組生え抜きである）。
2007年、世界陸上大阪大会の開会式出演に伴い、水と彩吹真央、音月桂、彩那音、凰稀かなめと雪組男役スターのユニット「AQUA5」が結成される。以降、公演の合間のスケジュールで、CDデビュー、CMやテレビの出演、ライブなどが精力的に行われる。
2009年、相手役の白羽が『風の錦絵』／『ZORRO 仮面のメサイア』の東京公演千秋楽をもって退団し、後任の相手役に愛原実花を迎える。
2010年9月12日、『ロジェ』／『ロック・オン!』の東京公演千秋楽をもって、宝塚歌劇団を退団。
同年10月、ブルーミングエージェンシーに所属し、芸能活動を開始。
2011年、『スミレ刑事の花咲く事件簿』で、舞台とドラマに同時主演。ドラマでは、「Guys☆From The Earth（ガイズ・フロム・ジ・アース）」というユニットで主題歌と作詞を担当。
2013年、ブルーミングエージェンシーとの契約を終了し、株式会社AQUAを設立。
2015年、第一興商の社外取締役に就任。
2023年、任期満了に伴い第一興商の社外取締役を退任。

## 宝塚歌劇団時代の主な舞台出演

### 月組時代
- 1993年４月、月組公演『グランドホテル』／『BROADWAY BOYS:』で初舞台
- 1995年6月、東京宝塚劇場公演『ハードボイルドエッグ』新人公演：サイモンの影（本役：成瀬こうき）／『EXOTICA!』
- 1995年8月、『ME AND MY GIRL』新人公演：ウィリアム・スナイブスン（ビル）1部 [注 1]（本役：天海祐希） ＊新人公演初主演
- 1995年10月、バウホール・東京特別公演『ある日どこかで』ジャック
- 1996年1月、バウホール・東京特別公演『訪問者』ビクトル
- 1996年3月、『CAN-CAN』新人公演：アリスティード・フォレスティエ（本役：久世星佳）／『マンハッタン不夜城 -王様の休日-』 ＊新人公演主演
- 1996年9月、『チェーザレ・ボルジア -野望の軌跡-』ヴォルペ、新人公演：ルイ12世（本役：姿月あさと）／『プレスティージュ』
- 1996年12月、『バロンの末裔』新人公演：ウィリアム（本役：姿月あさと）／『グランド・ベル・フォリー』
- 1997年2月、バウホール・東京特別公演『Non-STOP! -午前0時に幕は開く-』ローリー
- 1997年6月、『EL・DORADO』ロメロ、新人公演：ワルパ（本役：姿月あさと）
- 1997年9月、全国ツアー公演『チェーザレ・ボルジア -野望の軌跡-』ホフレ／ラミレス／『プレスティージュ』

### 花組時代
- 1997年12月、『ザッツ・レビュー』弥太、新人公演：大河原亮（本役：愛華みれ）
- 1998年2月、中日劇場公演『ザッツ・レビュー』弥太
- 1998年5月、『SPEAKEASY -風の街の純情な悪党たち-』エドウィン、新人公演：ジョナサン・ピーチャム（本役：愛華みれ）／『スナイパー -恋の狙撃者-』
- 1998年7月、『MIKI in BUDOKAN』
- 1998年10月、バウホール公演『Endless Love -永遠の愛-』チャールズ
- 1999年1月、『夜明けの序曲』ジョージ、新人公演：川上音二郎（本役：愛華みれ） ＊新人公演主演
- 1999年6月、バウホール公演『ロミオとジュリエット 99』ロミオ ＊バウホール公演初主演
- 1999年8月、『タンゴ・アルゼンチーノ』オットー、新人公演：フリオ・デスノイエル（本役：愛華みれ）／『ザ・レビュー'99』 ＊新人公演主演
- 2000年2月、中日劇場公演『タンゴ・アルゼンチーノ』マイク／『ザ・レビューIV』
- 2000年4月、『源氏物語 あさきゆめみし』明石の上[注 2]／『ザ・ビューティーズ!』（宝塚のみ）
- 2000年6月、ベルリン公演『宝塚 雪・月・花』／『サンライズ・タカラヅカ』

### 宙組時代
- 2000年8月、『望郷は海を越えて』アレクセイ・オルローフ伯爵／『ミレニアム・チャレンジャー!』
- 2001年2月、中日劇場公演『望郷は海を越えて』アレクセイ・オルローフ伯爵／『ミレニアム・チャレンジャー!』
- 2001年4月、『ベルサイユのばら2001 -フェルゼンとマリー・アントワネット編-』オスカル／アンドレ（役替わり）[注 3]
- 2001年9月、バウホール・東京特別公演『フィガロ!』フィガロ／アントーニオ（2役） ＊バウホール公演主演
- 2001年11月、『カステル・ミラージュ -消えない蜃気楼-』ジョー・ガーナー／『ダンシング・スピリット!』
- 2001年4月、全国ツアー公演『カステル・ミラージュ -消えない蜃気楼-』ジョー・ガーナー／『ダンシング・スピリット!』
- 2002年7月、『鳳凰伝 -カラフとトゥーランドット-』バラク／『ザ・ショー・ストッパー』 ＊初エトワール
- 2002年12月、ドラマシティ・東京特別公演『聖なる夜の奇蹟 -いつか出会う君に-』エドワルド
- 2003年2月、『傭兵ピエール -ジャンヌ・ダルクの恋人-』ロベール／『満天星夜總会』
- 2003年8月、バウホール・東京特別公演『里見八犬伝』犬江親兵衛 ＊バウホール公演主演
- 2003年10月、『白昼の稲妻』ランブルース[注 4]／『テンプテーション! -誘惑-』
- 2004年1月、中日劇場公演『Romance de Paris』ムジャヒド／『レ・コラージュ -音のアラベスク-』（雪組公演へ特別出演）
- 2004年4月、『スサノオ -創国の魁-』アオセトナ／『タカラヅカ・グローリー!』（雪組公演へ特別出演）
- 2004年8月、『La Esperanza-いつか叶う-』ベニート／『TAKARAZUKA舞夢!』（花組公演への特別出演）
- 2005年1月、『ホテル ステラマリス』アレン・ゲンドール／『レビュー伝説』

### 雪組時代
- 2005年6月、『霧のミラノ』ジャンバティスタ／『ワンダーランド』
- 2005年11月、全国ツアー公演『銀の狼』レイ／『ワンダーランド』
- 2006年1月、『ベルサイユのばら -フェルゼンとマリーアントワネット編-』オスカル（星組への特別出演）
- 2006年2月、『ベルサイユのばら -オスカル編-』アンドレ／アラン（役替わり）
- 2006年7月、全国ツアー公演『ベルサイユのばら -オスカル編-』オスカル ＊主演
- 2006年9月、『堕天使の涙』ジャン＝ポール・ドレ／『タランテラ!』

### 雪組トップ時代
- 2007年2月、中日劇場公演『星影の人』沖田総司／『Joyful!!II』
- 2007年5月、『エリザベート －愛と死の輪舞－』トート
- 2007年9月、全国ツアー公演『星影の人』沖田総司／『Joyful!!II』
- 2008年1月、『君を愛してる－Je t'aime－』ジョルジュ・ドシャレット／『ミロワール』
- 2008年5月、全国ツアー公演『外伝ベルサイユのばら -ジェローデル編-』ジェローデル／『ミロワール』
- 2008年8月、『ソロモンの指輪』／『マリポーサの花』ネロ
- 2008年12月、ドラマシティ・東京特別公演『カラマーゾフの兄弟』ドミートリー・カラマーゾフ
- 2009年3月、『風の錦絵』／『ZORRO 仮面のメサイア』ドン・ディエゴ（ゾロ）
- 2009年7月、『ロシアン・ブルー -魔女への鉄槌-』アルバート・ウィスラー／『RIO DE BRAVO!!』
- 2009年11月、全国ツアー公演『情熱のバルセロナ』フランシスコ・ラフォーレ侯爵／『RIO DE BRAVO!!』
- 2010年2月、『ソルフェリーノの夜明け』アンリー・デュナン／『Carnevale 睡夢』
- 2010年6月、『ロジェ』ロジェ／『ロック・オン！』（退団公演）

## ディナーショー
- 2002年 ディナーショー『SOUL〜煽動する魂〜』

## 宝塚歌劇団時代のテレビ出演
- THE夜もヒッパレ （日本テレビ系、2001年1月20日） - 和央ようか、花總まり他、宙組選抜メンバーと出演。
- FNS歌謡祭（フジテレビ、2007年12月7日） - 大和悠河、彩乃かなみ他と出演
- 情報ライブ ミヤネ屋 （読売テレビ系、2008年5月6日） - 安蘭けい、真飛聖と共に出演
- おもいッきりイイ!!テレビ（日本テレビ系、2008年5月14日）
- なるトモ!（読売テレビ、2008年6月25日）- 白羽ゆりと共に出演

## 宝塚歌劇団退団後の主な出演

### テレビ
- 都のかほりスペシャル（テレビ朝日系、2010年10月30日）- 真矢みきと共に旅人。
- 宝塚プルミエール・水夏希スペシャル （WOWOW、2010年11月26日）
- 男おばさん ワンツーネクスト （フジテレビ、2011年3月16日） - ゲスト
- プレミアの巣窟（フジテレビ、2011年3月22日） - ゲスト
- あっぷ&UP!（関西テレビ、2011年3月29日） - ゲスト
- 宝塚プルミエール　（WOWOW、2011年4月〜2012年3月） - ナビゲーター
- にじいろジーン　（関西テレビ系、2011年4月23日） - ゲスト
- ダウンタウンDX　（読売テレビ、2011年11月17日） - ゲスト
- 秘密のケンミンSHOW　（読売テレビ、2012年2月16日） - ゲスト
- もしものシミュレーションバラエティー お試しかっ!（テレビ朝日系列、2014年6月30日） - 宝塚チームゲスト

### テレビドラマ
- スミレ刑事の花咲く事件簿 -episode 0- （フジテレビTWO、2011年3月27日） - 伊原スミレ役
- クルマのふたり〜TOKYO DRIVE STORIES（TwellV、2011年12月17日） - 白石真澄役

### DVDドラマ
- スミレ刑事の花咲く事件簿 episode 1 - 4（2011年5月27日発売） - 伊原スミレ役

### 舞台
2011年
- 5月、『スミレ刑事の花咲く事件簿』（新国立劇場・森ノ宮ピロティホール・中京大学文化会館） - 伊原スミレ役

2012年
- 3月、『7DOORS 青ひげ公の城』（東京グローブ座、森ノ宮ピロティホール）- ユディット役
- 5月、『SHOW-ism IV TATOO14』（兵庫県立芸術文化センター阪急中ホール、SHIBUYA-AX） - Bee役
- 7月、『BAD GIRLS meets BAD BOYS Dance Legend vol.1』（東京フォーラムホールC、愛知県産業労働センター・ウインクあいち、シアタードラマシティ）
- 8月、『天空の調べ〜文天祥物語より〜』（淡路市立しづかホール）
- 11月、『客家』（天王洲 銀河劇場）- 文空祥 役

2013年
- 3月、『屋根の上のバイオリン弾き』（日生劇場） - ツァイテル役
- 6月、『SHOW-ism IV TATOO14』（シアター・クリエ）- Bee役
- 9月、『SHOW Beyond the Door』（品川プリンスステラホール）＊構成・演出も担当
- 10月、TAKARAZUKA WAY TO 100th ANNIVERSARY FINAL『DREAM, A DREAM』（東急シアターオーブ、梅田芸術劇場）- ドリームゲスト

2014年
- 4月、『Love Chase!!』（シアター・クリエ）
- 7月、NATSUKI MIZU Attractive Concert 2014『蜃気楼〜mirage〜』（赤坂ACTシアター）
- 8月、DANCE LEGEND vol.2『Argentango　アルジェンタンゴ 〜BAD GIRLS meets TANGO BOYS〜』（東京芸術劇場 プレイハウス、シアター・ドラマシティ、名古屋市民会館中ホール）
- 11月、『CHICAGO THE MUSICAL 〜TAKARAZUKA 100th Anniversary : OG version』 - ヴェルマ・ケリー役（和央ようか、湖月わたると役替わり）

2015年
- 3月、リーディングドラマ『サンタ・エビータ　～タンゴの調べに蘇る魂』
- 5月、DANCE OPERA『マスカレード2015 〜 FINAL』（天王洲 銀河劇場）
- 7月、30-DELUX『新版 義経千本桜』 - 源義経 役（サンシャイン劇場、名古屋市北文化小劇場、福岡市民会館、サンケイホールブリーゼ）
- 9月、『SHOW with MIZU』（EXTHEATER ROPPONGI、兵庫県立芸術文化センター阪急中ホール）

2016年
- 1月、『Honganji』 - 顕如 役（新歌舞伎座、中日劇場、EX THEATER ROPPONGI）
- 4月、ENTERTAINMENT ORIGINAL MUSICAL SHOW『RHYTHM RHYTHM RHYTHM』（天王洲 銀河劇場）[5]
- 6月、DANCE LEGEND vol.3 BAD GIRLS meets FLAMENCO BOYS『FLAMENCO CAFÉ DEL GATO』（サンケイホールプリーゼ、東京芸術劇場プレイハイス）[6]
- 7月、『CHICAGO THE MUSICAL 宝塚歌劇OGバージョン』 - ヴェルマ・ケリー役（和央ようか、湖月わたると役替わり）
- 9月、クリエ プレミア音楽朗読劇『VOICARION』「女王がいた客室」（シアタークリエ）[7]
- 10月、『サラ・ベルナール　～命が命を生む時～』（兵庫県立芸術文化センター 阪急中ホール、シアター１０１０）-サラ・ベルナール役
- 12月 - 2017年1月、エリザベート TAKARAZUKA20周年 スペシャル・ガラ・コンサート（梅田芸術劇場メインホール、Bunkamuraオーチャードホール）

2017年
- 3月、ミュージカル『アルジャーノンに花束を』（天王洲 銀河劇場、兵庫県立芸術文化センター阪急中ホール） - アリス・キニアン 役
- 5月、ドラマティカルシリーズ　リーディングvol.1『パンク・シャンソン　～エディット・ピアフの生涯～』（よみうり大手町ホール）
- 7月-8月、『キス・ミー・ケイト』（東京芸術劇場プレイハウス、兵庫県立芸術文化センター阪急中ホール ほか） - ロイス 役
- 9月-10月、『ラストダンス -ブエノスアイレスで。聖女と呼ばれた悪女　エビータの物語』（DDD AOYAMA CROSS THEATER）- エビータ 役
- 12月、『Cosmos Shymphony Pukul～時を刻む鼓動～』（日本青年館ホール、梅田芸術劇場シアター・ドラマシティ）

2018年
- 3月、夢幻朗読劇『一月物語』（よみうり大手町ホール）
- 4月、坂東玉三郎 越路吹雪を歌う『愛の讃歌』（NHKホール）
- 5月、DRAMATIC SUPER DANCE THEATER FLAMENCO 『マクベス～眠りを殺した男～』（シアター1010）- マクベス夫人 役
- 6月-8月、『キス・ミー・ケイト』（東京芸術劇場プレイハウス、兵庫県立芸術文化センター阪急中ホール ほか） - ロイス 役
- 11月-12月、『CACTUS FLOWER』（DDD AOYAMA CROSS THEATER、サンケイホールブリーゼ、静岡マリナート大ホール）　-ステファニー役
- 12月、『リーディングドラマ「シスター」』（よみうり大手町ホール）

2019年
- 1月-2月、『ベルサイユのばら４５～４５年の軌跡、そして未来へ～』（東京国際フォーラムホールC、梅田芸術劇場メインホール）
- 3月、『Gran Tango NATSUKI MIZU Con FEDERICO PEREIRO Cuarteto』（イイノホール）
- 5月、『細雪』（明治座） - 妙子 役
- 7月、『嘘と勘違いのあいだで』（六本木トリコロールシアター）
- 9月、『カリソメノカタビラ～奇説デオン・ド・ボーモン～』（浅草九劇）-デオン・ド・ボーモン（シュヴァリエ・デオン） 役
- 10月、『Alma de Tango～タンゴの魂～』（イイノホール）
- 12月、ストーリー・コンサート『クララー愛の物語ー』（よみうり大手町ホール）-クララ役-
- 12月、『I Love Musical』（ヤマハホール）

2020年
- 2月、『FEDERICO PEREIRO  CUARTETO』（Cafe Vinilo ＜Buenos Aires ，Argentina＞ ）
- 3月、越路吹雪４０回忌記念公演『Apres Toi～アプレ・トワ』（博多座）　＜公演中止＞
- 4月-5月、タクフェス春のコメディ祭！『仏の顔も笑うまで』（渋谷区文化総合センター大和田、御園座、兵庫県立芸術文化センター阪急中ホール ほか）　＜公演中止＞
- 7月、Dramatico-musical 『BLUE RAIN』（博品館劇場、梅田芸術劇場 シアター・ドラマシティ）
- 7月、ON STAGE&STREAMING『SHOW-ISMS』（シアタークリエ）
- 8月、音楽朗読劇『大好きなお母さんへー冷蔵庫のうえの人生ー』（兵庫県立芸術文化センター阪急中ホール）
- 9月、『atlas” musical collection ~meets friends~ 』（無観客配信ライブ）
- 10月-11月、『アルジャーノンに花束を』(博品館劇場) - アリス・キニアン 役
- 11月、『Gran Tango 2020』 EVITA y LAMARQUE   エビータとラマルケの物語　-エビータ 役　／ Tango Espetáculo タンゴ・エスペタクロ（イイノホール)
- 12月、『忠臣蔵　討入・る祭』（明治座）-鷹司信子　役

2021年
- 1月、『LOVE SONG COVERS tha WORLD 2020～世界に届け！愛の歌でエールを送ろう！～』（板橋区立文化会館大ホール）
- 4月、『エリザベート 宝塚25周年　スペシャル・ガラ・コンサート』（ シアターオーブ、梅田芸術劇場メインホール）
- 5月-7月、『ミュージカル「17AGAIN」』（東京建物Brillia HALL、兵庫県立芸術文化センター　KOBELCO大ホール、鳥栖市民文化会館 大ホール、広島文化学園HBGホール、御園座）-マスターソン校長　役
- 7月、 ストーリー・コンサート『クララー愛の物語』　-クララ・シューマン 役　（彩の国さいたま芸術劇場音楽ホール）
- 8月-9月、『スタンディングオベーション』（TBS赤坂ACTシアター、京都劇場）
- 9月、『アプローズ～夢十夜～』（宝塚バウホール）
- 11月-12月、『ミュージカル「ソーホー・シンダーズ」』（紀伊国屋サザンシアター 、日本特殊陶業市民会館 ビレッジホール、枚方市総合文化芸術センター 関西医大 大ホール ほか）-サイドサドル 役
- 12月、『シンるひま オリジナ・る ミュージカル「明治座に帆を張・る！！」』（明治座）-北条政子 役

2022年
- 1月、『Music is Beautiful～song&danceで綴るラブストーリー』（渋谷区文化総合センター大和田さくらホール）
- 2月、Reading Pop 『青い鳥～メーテルリンク「青い鳥」より』（ヒューリックホール東京）
- 6月-7月、『奇人たちの晩餐会』（世田谷パブリックシアター他、フランシス・ヴェベール 作、山田和也 演出）[8]
- 7月、『峰さおり追悼公演』
- 8-9月、『8人の女たち』（サンシャイン劇場・梅田芸術劇場シアター・ドラマシティ）オーギュスティーヌ役 [9]
- 9月、ミュージカル『雪の女王』（ハーモニーホールふくい）雪の女王 役 [10]
- 10月、『ピアソラ没３０周年トリビュート公演』
- 10月、『一路真輝４０周年コンサート』
- 11月、音楽朗読劇『大好きなお母さんへー冷蔵庫のうえの人生ー』（パルテノン多摩）母 役[11]
- 12月-1月、 詩楽劇『八雲立つ』（東京国際フォーラム）イワナガヒメ 役 [12]

2023年
- 1月、『星の王子さま Le Petit Prince ～きみとぼく～』（東京・BAROOM）飛行士 役 [13]
- 4月-5月、『エンジェルス・イン・アメリカ』（東京都 新国立劇場 小劇場）天使 役 [14]
- 9月、ミュージカル『アンドレ・デジール　最後の作品』（よみうり大手町ホール、サンケイホールブリーゼ） [15]
- 10月-11月、『Greatest Dream』（Brillia HALL、梅田芸術劇場）[16]
- 12月、『ながされ・る君へ～足利尊氏太変記～』（明治座）登子 役 [17]

2024年
- 3月、『星の王子さま Le Petit Prince ～きみとぼく～』（東京・BAROOM）飛行士 役 [18]
- 3月、Musical『HOPE』 THE UNREAD BOOK AND LIFE（梅田芸術劇場シアタードラマシティ他）エヴァ・ホープ/HOPE 役 [19]
- 5月-6月、『ベルサイユのばら50』（梅田芸術劇場・東京建物 Brillia HALL・御園座）オスカル/アンドレ 役 [20]
- 6月-7月、藤間勘十郎文芸シリーズ 語りの世界 Vol.1『偐紫田舎源氏』（近鉄アート館、浜離宮朝日ホール） 光氏 役 [21]
- 9月-10月、『リア王の悲劇』（KAAT神奈川芸術劇場）ゴネリル 役[22]

2025年
- 2月-3月、『殿様と私』（まつもと市民芸術館、近鉄アート館） - アンナ・カートライト 役[23]
- 5月、リーディング『銀河鉄道の夜』（あうるすぽっと） - 語り手、他[24]
- 7月、『ソロリーディングシアター 〜シーラッハ傑作短編〜』（パルテノン多摩）[25]
- 8月-9月、『アーモンド』（シアタートラム、近鉄アート館） - ユンジェの母 役[26]

### ライブ・コンサート
- COTTON CLUB LIVE 『Middle of the journey』（2018年4月、丸の内コットンクラブ）[27]
- 『NATSUKI MIZU La vida con el tango ～タンゴのある人生～』（2022年4月、丸の内コットンクラブ）[28]
- 『La vida con el tango〜タンゴのある人生〜vol.2』（2025年6月、Billboard Live OSAKA・Billboard Live YOKOHAMA）[29]

## ディスコグラフィー

### 参加作品
- 越路吹雪トリビュートアルバム『越路吹雪に捧ぐ』（2016年12月21日）
  - 「水に流して」「家へ帰るのが怖い」をカバー[30]。